# PlayStation Studios
PlayStation Studios — американський підрозділ Sony Interactive Entertainment (SIE), який відповідає за напрям розробки відеоігор у студіях, що належать SIE. Підрозділ було створено як SCE Worldwide Studios у 2005 році та перейменовано на PlayStation Studios у 2020-му.

## Історія
14 вересня 2005 року компанія Sony Computer Entertainment (SCE) заснувала підрозділ SCE Worldwide Studios, який об'єднав усі студії, що належали їй. Президентом нового підрозділу був призначений Філ Гаррісон. У 2007 році SCE заснувала Visual Arts Service Group для підтримки проєктів Worldwide Studios. У 2008 році Сюхей Йосіда змінив Гаррісона на посаді президента. У 2016 році SCE було перейменовано на Sony Interactive Entertainment (SIE), а підрозділ став називатися SIE Worldwide Studios. У листопаді 2019 року Йосіда перейшов на посаду голови виробництва інді-ігор у SIE, тоді як Герман Хульст, який раніше очолював студію Guerrilla Games, став президентом підрозділу.
У травні 2020 року SIE оголосила про ребрендинг підрозділу в PlayStation Studios, який отримав статус видавничого бренду для внутрішніх студій Sony, що займаються розробкою ексклюзивних ігор, а також проєктів, створених сторонніми студіями за контрактом. У 2022 році Sony заявила про намір випускати половину ігор PlayStation Studios на персональних комп'ютерах і мобільних пристроях до 2025 року. У серпні SIE заснувала мобільний підрозділ PlayStation Studios і придбала Savage Game Studios, пізніше перейменовану в Neon Koi. У лютому 2024 року Sony оголосила про скорочення 900 робочих місць, що становило 8 % співробітників SIE та PlayStation Studios, і закриття London Studio.

## Студії
| Назва                    | Місце        | Заснована | Придбана | Коментарі | Прим.                |
| ------------------------ | ------------ | --------- | -------- | --- | -------------------- |
| Bend Studio              | Бенд         | 1993      | 2000     | Розробник серії Syphon Filter і Days Gone                                                                                      | [ 13 ]               |
| Bluepoint Games          | Остін        | 2006      | 2021     | Спеціалізується на ремастерах і ремейках, як-от Uncharted: The Nathan Drake Collection, Shadow of the Colossus і Demon's Souls | [ 14 ] [ 15 ]        |
| Fabrik Games             | Манчестер    | 2014      | 2021     | Підрозділ Firesprite, який є опосередкованою дочірньою студією PlayStation Studios                                             | [ 16 ]               |
| Firesprite               | Ліверпуль    | 2012      | 2021     | Розробник віртуальних ігор для PlayStation VR та інших проєктів за межами PlayStation Studios                                  | [ 17 ]               |
| Firewalk Studios         | Беллв'ю      | 2018      | 2023     | Розробник Concord | [ 18 ] [ 19 ]        |
| Guerrilla Games          | Амстердам    | 2000      | 2005     | Розробник серій Killzone і Horizon                                                                                             | [ 20 ]               |
| Haven Studios            | Монреаль     | 2021      | 2022     | Розробник Fairgame$ | [ 21 ] [ 22 ] [ 23 ] |
| Housemarque              | Гельсінки    | 1995      | 2021     | Розробник Super Stardust HD, Resogun і Returnal                                                                                | [ 24 ]               |
| Insomniac Games          | Бербанк      | 1994      | 2019     | Розробник серій Ratchet & Clank, Resistance і Marvel's Spider-Man                                                              | [ 25 ]               |
| Media Molecule           | Гілфорд      | 2006      | 2010     | Розробник серії LittleBigPlanet та Dreams                                                                                      | [ 26 ]               |
| Naughty Dog              | Санта-Моніка | 1984      | 2001     | Розробник серій Jak and Daxter, Uncharted і The Last of Us                                                                     | [ 27 ]               |
| Neon Koi                 | Берлін       | 2020      | 2022     | Розробник мобільних ігор в підрозділі PlayStation Studios Mobile                                                               | [ 10 ] [ 11 ]        |
| Neon Koi                 | Гельсінки    | 2020      | 2022     | Розробник мобільних ігор в підрозділі PlayStation Studios Mobile                                                               | [ 10 ] [ 11 ]        |
| Nixxes Software          | Утрехт       | 1999      | 2021     | Портування ігор на Microsoft Windows, підтримка й оптимізація                                                                  | [ 13 ] [ 28 ]        |
| Polyphony Digital        | Токіо        | 1998      | Н/Д      | Розробник серії Gran Turismo                                                                                                   | [ 13 ]               |
| San Diego Studio         | Сан-Дієго    | 2001      | Н/Д      | Розробник серії MLB: The Show                                                                                                  | [ 13 ]               |
| San Mateo Studio         | Сан-Матео    | 1998      | Н/Д      | Підтримка вторинних розробників                                                                                                | [ 29 ] [ 30 ]        |
| Santa Monica Studio      | Лос-Анджелес | 1999      | Н/Д      | Розробник серії God of War | [ 13 ]               |
| Sucker Punch Productions | Беллв'ю      | 1997      | 2011     | Розробник серій Sly Cooper та Infamous, а також Ghost of Tsushima                                                              | [ 31 ]               |
| Team Asobi               | Токіо        | 2021      | Н/Д      | Розробник The Playroom, Astro Bot Rescue Mission і Astro's Playroom                                                            | [ 13 ] [ 32 ]        |
| Valkyrie Entertainment   | Сіетл        | 2002      | 2021     | Підтримка різних франших, як-от Infamous, God of War і Twisted Metal                                                           | [ 13 ]               |
| XDev                     | Ліверпуль    | 2000      | Н/Д      | Підтримка зовнішніх розробників із сторонніми проєктами, як-от Until Dawn, Detroit: Become Human і Rise of the Rōnin           | [ 13 ] [ 33 ]        |

### Колишні
| Назва                   | Місце          | Заснована | Придбана | Закрита | Прим.         |
| ----------------------- | -------------- | --------- | -------- | ------- | ------------- |
| Bigbig Studios          | Лемінгтон-Спа  | 2001      | 2007     | 2012    | [ 34 ] [ 35 ] |
| Evolution Studios       | Ранкорн        | 1999      | 2007     | 2016    | [ 34 ] [ 36 ] |
| Guerrilla Cambridge     | Кембридж       | 1997      | Н/Д      | 2017    | [ 37 ]        |
| Incognito Entertainment | Солт-Лейк-Сіті | 1999      | 2002     | 2009    | [ 38 ] [ 39 ] |
| Japan Studio            | Токіо          | 1993      | Н/Д      | 2021    | [ 13 ] [ 32 ] |
| London Studio           | Лондон         | 2002      | Н/Д      | 2024    | [ 12 ] [ 13 ] |
| Manchester Studio       | Манчестер      | 2015      | Н/Д      | 2020    | [ 40 ]        |
| Pixelopus               | Сан-Матео      | 2014      | Н/Д      | 2023    | [ 13 ] [ 41 ] |
| Studio Liverpool        | Ліверпуль      | 1984      | 1993     | 2012    | [ 42 ]        |
| Zipper Interactive      | Редмонд        | 1995      | 2006     | 2012    | [ 34 ] [ 43 ] |